# Les Vinyes (Prats de Lluçanès)
Les Vinyes és una masia de Prats de Lluçanès (Osona) inclosa a l'Inventari del Patrimoni Arquitectònic de Catalunya.

## Descripció
Masia de planta baixa i dos pisos. Les obertures són petites, disposades de forma regular. La façana està arrebossada de blanc, a excepció del sòcol, de color més fosc, i els marcs de les obertures, que són de pedra vista. Aquesta construcció ha estat modificada amb el pas del temps com ara l'obertura principal, abans un arc de mig punt i actualment té a sobre una porta de fusta de doble fulla. A més a més també té una altra construcció de maó adossada al cantó dret que modifica força el conjunt. Als anys 80 del segle xx van renovar la part interior de la casa.